# Ulica Barska w Krakowie
Ulica Barska – ulica w Krakowie, składająca się z dwóch fragmentów: pierwszego, biegnącego przez dzielnicę VIII Dębniki od skrzyżowania z ulicą Madalińskiego (w pobliżu Rynku Dębnickiego) aż do skrzyżowania z ulicą Konopnickiej, oraz drugiego od skrzyżowania z ulicą Bułhaka aż do przejazdu pod ulicą Konopnickiej.
Początkowy odcinek ulicy powstał w latach 1849-1855 jako droga prowadząca do budowanych wówczas umocnień austriackich na przedpolu Krakowa. W kolejnych latach powstawały kolejne fragmenty drogi o dość chaotycznym, zmieniającym kierunek przebiegu. Na początku XX wieku dotarła aż do granic Podgórza. Ten fragment końcowy późniejszej ulicy Barskiej nosił wówczas nazwę ulicy Podgórskiej. Obecną nazwę nadano jej w 1912 w nawiązaniu do działań konfederacji barskiej w tym obszarze. Wówczas ulica ta wiodła nieprzerwanie od ulicy Madalińskiego aż po ujście Wilgi, gdzie łączyła się z podgórską ulicą Długosza (obecnie ten fragment nosi nazwę ulicy Ludwinowskiej).
Obecny przebieg ulicy Barskiej w postaci dwóch odcinków związany jest z przebudową układu komunikacyjnego w tym obszarze: budową przelotowej ulicy Konopnickiej i Ronda Grunwaldzkiego oraz budową hotelu Forum.

## Obiekty zabytkowe
Do rejestru zabytków wpisane są następujące obiekty przy ulicy Barskiej:
- kamienica z 1905 roku, ul. Barska 7, nr rej.: A-685 z 19.10.1987
- willa z 1909 roku, ul. Barska 24, nr rej.: A-708 z 11.11.1986 zaprojektowana przez Romana Bandurskiego
- dom z końca XIX wieku, ul. Barska 29, nr rej.: A-818 z 10.08.1989
- willa z lat 1907–1911, ul. Barska 30, nr rej.: A-872 z 21.01.1991 zaprojektowana przez Romana Bandurskiego
- dom z końca XIX wieku, ul. Barska 31, nr rej.: A-752 z 31.05.1988

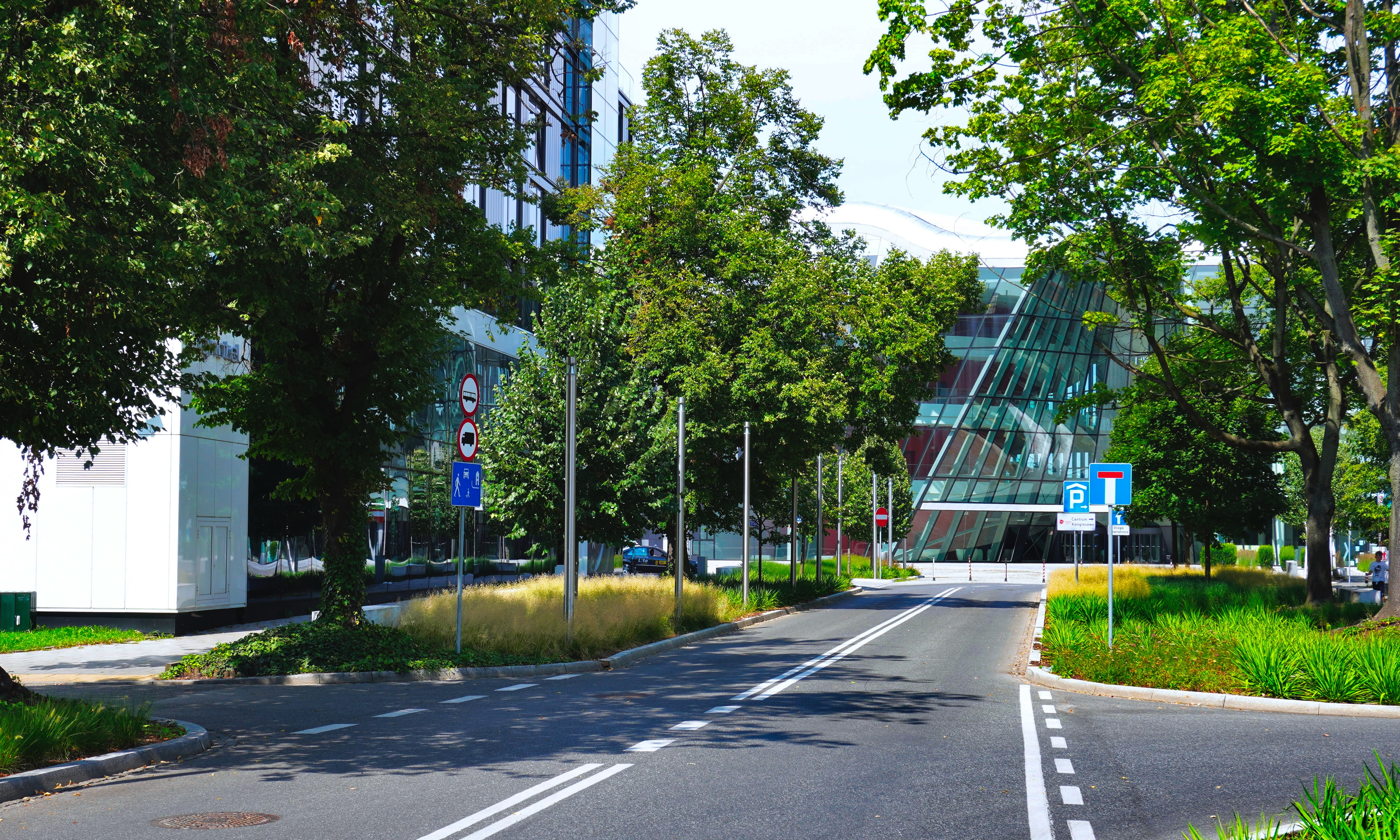
Widok od skrzyżowania z ul. Wierzbową na północ, na horyzoncie Centrum Kongresowe ICE Kraków
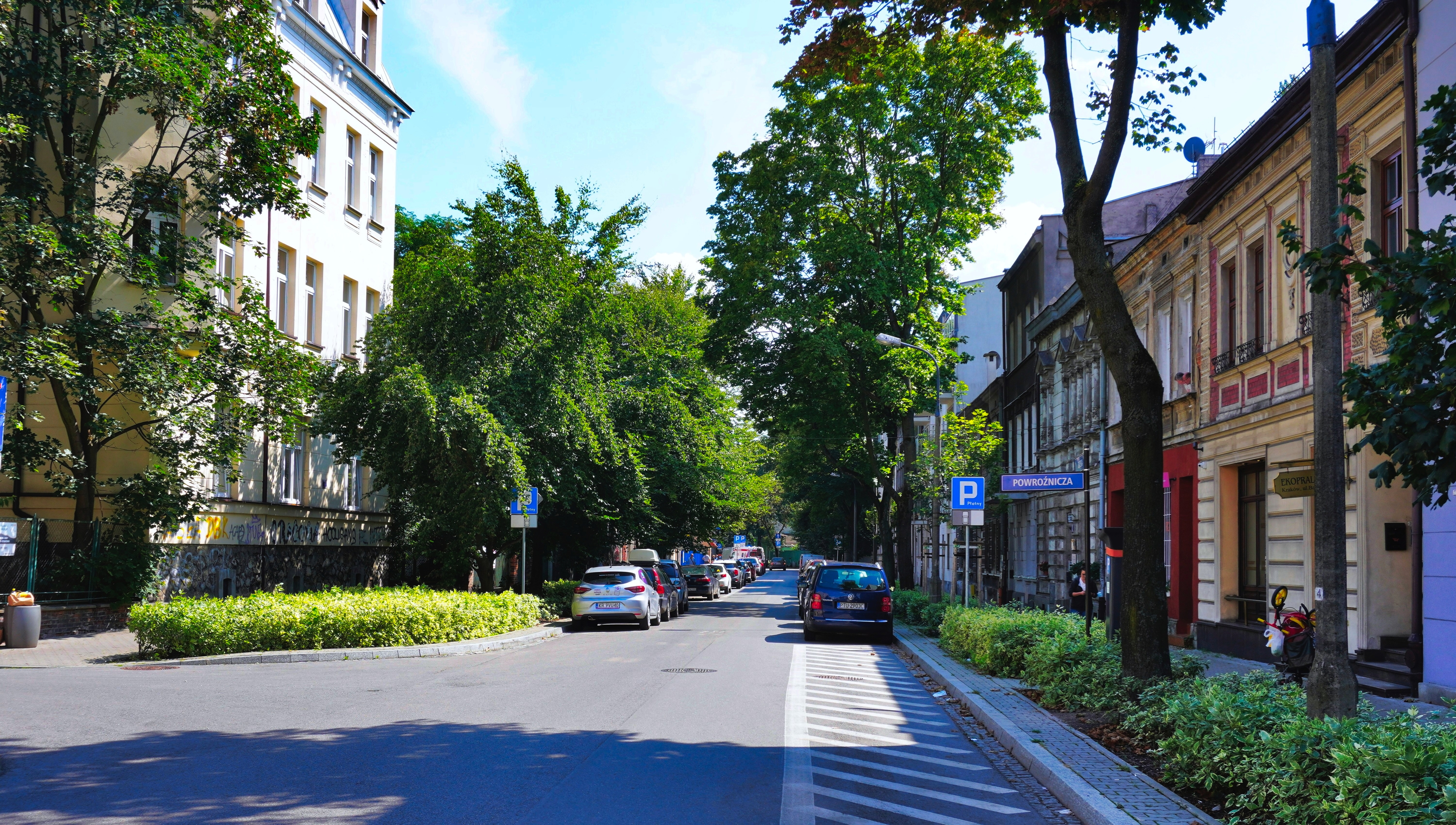
Widok od skrzyżowania z ul. Madalińskiego na południe
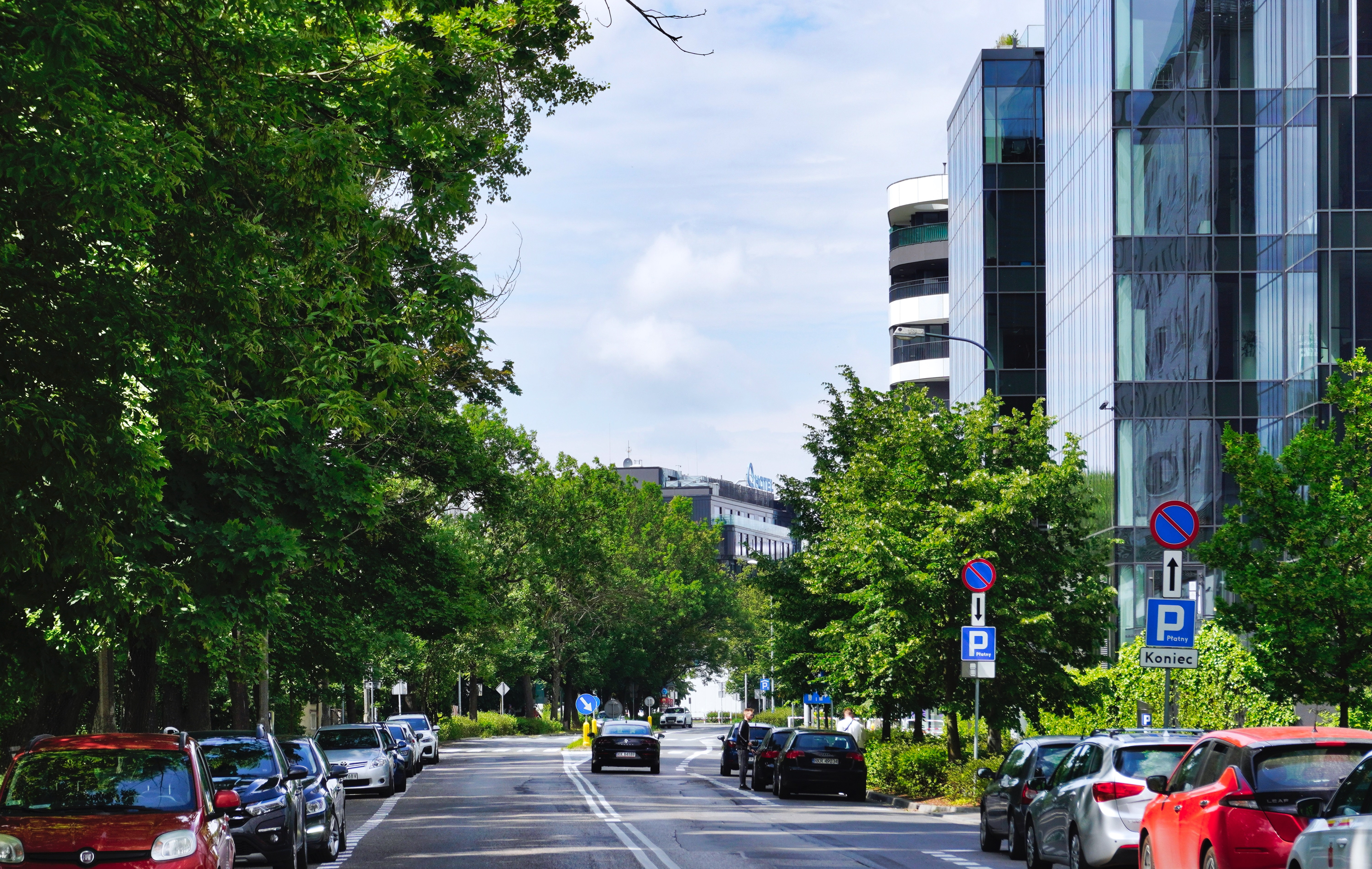
Widok od skrzyżowania z ul. Komandosów na północ
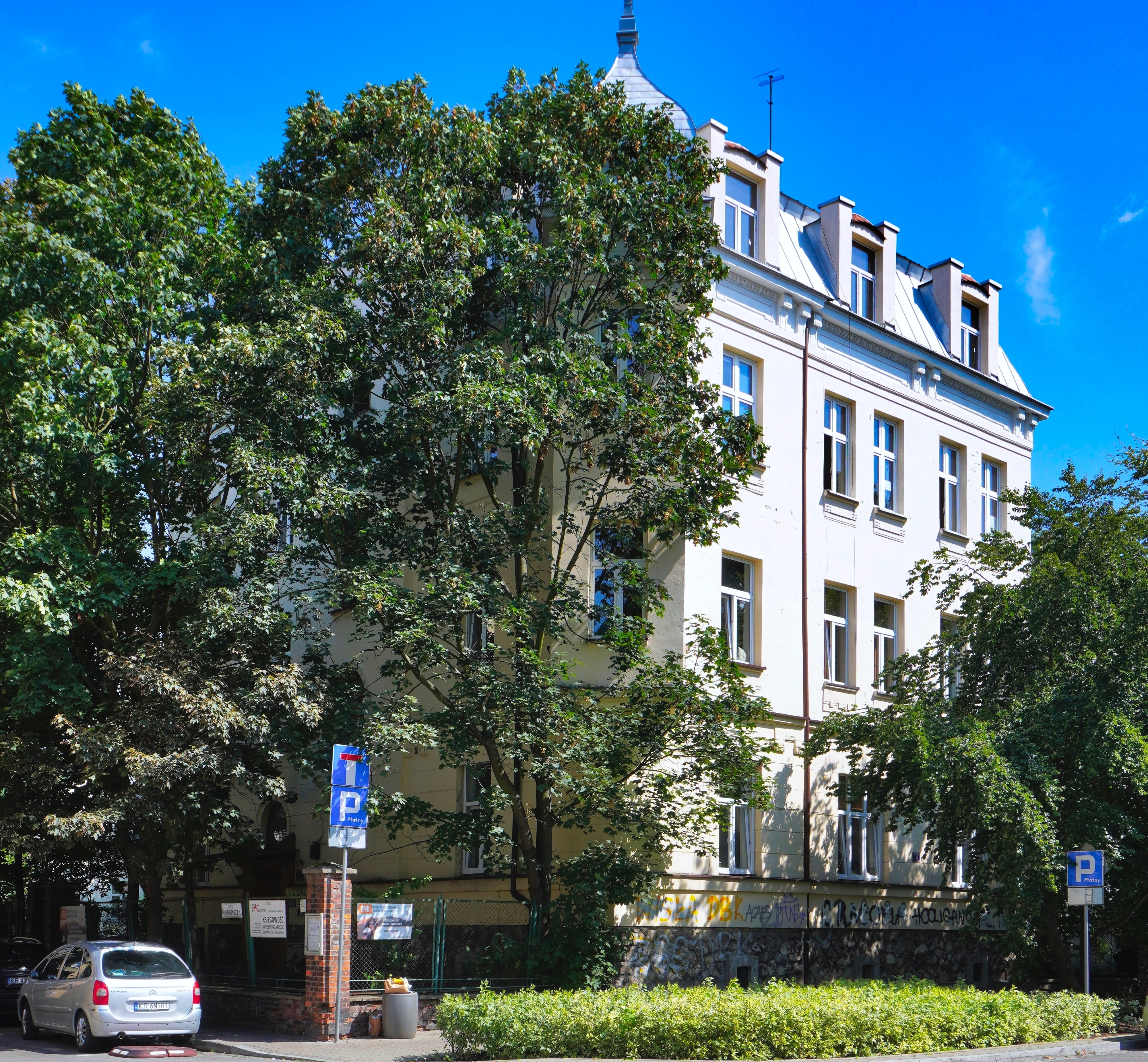
ul. Barska 8 Willa Sylwan (proj. Beniamin Torbe, 1912)